# Tetragnatha earmra
Tetragnatha earmra är en spindelart som beskrevs av Levi 1981. Tetragnatha earmra ingår i släktet sträckkäkspindlar, och familjen käkspindlar. Inga underarter finns listade i Catalogue of Life.